# جیجاق‌های بلوطی
جیجاق‌های بلوطی یا جیجاق‌های بلوط‌خوار (نام علمی: Garrulus) (یا جیجاق‌های جنگلی یا جیجاق‌های جیرجیری)، نام یک سرده از تیره کلاغان است.
دو گونۀ جیجاق اوراسیایی و جیجاق لیدت به طور عمده در جنگل‌های بلوط زیست می‌کنند. این دو گونه بیشتر از دانۀ بلوط و نیز گونۀ جیجاق سرسیاه به طور بخشی از دانۀ بلوط تغذیه می‌کنند. همچنین رنگ بدن در جیجاق لیدت به رنگ بلوطی پُررنگ در دو گونۀ دیگر، بلوطی کم‌رنگ است.

## گونه‌ها
این سرده سه گونه زنده دارد:
- جیجاق اوراسیایی (Garrulus glandarius)
- جیجاق سرسیاه (Garrulus lanceolatus)
- جیجاق لیدت (Garrulus lidthi)